# Прокопьевская (Кировская область)
 Прокопьевская  — деревня в Афанасьевском районе Кировской области в составе Ичетовкинского сельского поселения.

## География
Расположена на расстоянии примерно 14 км на север-северо-запад от райцентра поселка  Афанасьево.

## История
Известна с 1891 года. В  1926 году хутор Прокопьевский, в  хозяйств 8 и жителей 44, в 1950 (деревня Прокопьевская) 32 и 119, в 1989 50 жителей .  

## Население
Постоянное население составляло 33 человека (русские 100%) в 2002 году, 13 в 2010.